# Paul Gauckler
Pour les articles homonymes, voir Gauckler.
Paul Gauckler, de son nom complet Paul Frédéric Gauckler, né le 16 avril 1866 à Colmar et mort le 6 décembre 1911 à Rome, est un archéologue français ayant appartenu à la génération des pionniers de l'archéologie tunisienne.

## Biographie
Paul Gauckler est le fils de Philippe Gaspard Gauckler (1826-1905), ingénieur en génie civil et officier de la Légion d'honneur. En 1872, la famille déménage à Épinal. Le jeune Paul a une santé fragile et son père exerce une forte autorité sur lui.  En 1882, il termine ses études dans un lycée de Nancy. Son père l'incite alors à poursuivre ses études dans le domaine des sciences naturelles malgré les intérêts divergents de son fils. En octobre de la même année, il est accepté au lycée Louis-le-Grand à Paris et obtient en 1883 un diplôme en sciences naturelles. À la suite de ce diplôme, il suit des cours en sciences humaines et obtient, en 1884, un prix national au concours général au lycée Louis-le-Grand.
En raison de bronchites chroniques, Paul Gauckler passe l'hiver 1884-1885 pour la première fois en Algérie, dans la ville d'Alger. Pendant ce séjour, il développe un intérêt pour l'histoire et l'archéologie. Il débute alors une formation à l'École supérieure des lettres d'Alger, qui prendra plus tard le titre d'université d'Alger. Pendant ses études, il fait notamment la connaissance de Paul Monceaux (1859-1941).
Il fréquente à nouveau le lycée Louis-le-Grand à partir de novembre 1884 et suit le cours d'histoire et de géographie de l'École normale supérieure à partir de 1886. Au cours de cette formation, il est profondément influencé par le géographe Paul Vidal de La Blache (1845-1918). Paul Glaucker termine son cursus avec succès en 1889 par une agrégation d'histoire et géographie.
Par l'entremise de l'archéologue Georges Perrot (1832-1914), il retourne en Algérie en 1890 pour le compte du ministère français de l'Éducation. Il est alors en activité au service des archives, bibliothèques et musées d'Algérie et réalise des inventaires des musées de Constantine et Cherchell. Dans les environs de Philippeville, aujourd'hui Skikda, il met au jour une nécropole de la ville antique de Thapsus. En 1892, Gauckler est nommé inspecteur en chef du bureau tunisien d'art et d'antiquités, qui est aujourd'hui l'Institut national du patrimoine. Il en prend la direction à partir de 1896, succédant à René du Coudray de La Blanchère. En 1897, il publie avec La Blanchère le premier inventaire du musée Alaoui à Tunis, l'actuel musée du Bardo ; cet ouvrage est ensuite complété en 1910. En 1902, en commun avec d'autres collègues, il publie également un inventaire du musée de Sousse.
Le poste de chef de l'administration des antiquités est pour Paul Gauckler, et malgré les succès rencontrés, souvent source de conflits. À cette époque, l'archéologie est pour grande part encore l'œuvre d'amateurs en raison de l'absence de régulations étatiques. Gauckler, avec ses grandes ambitions et malgré sa position, se trouve souvent à l'écart. Son obstination pour la primauté du rôle de l'État dans la conservation du patrimoine historique se heurte souvent au missionnaire et archéologue amateur Alfred Louis Delattre (1850-1932). Le clerc Charles Lavigerie (1825-1892), établi depuis 1875 en Algérie, avait en effet chargé Delattre d'effectuer des recherches à Carthage et dans ses environs. Lors de ces fouilles, Delattre rassemble des vestiges chrétiens qu'il emmène au musée situé près de la citadelle antique de Byrsa, créé par son ordre et appelé d'après le roi saint Louis qui correspond aujourd'hui au musée national de Carthage. En plus de Lavigerie, il y a également le médecin militaire français Louis Carton (1861-1924), avec lequel Gauckler doit compter. Celui-ci occupe son temps libre en tant que archéologue amateur ; il est notamment devenu célèbre grâce ses découvertes à Dougga (mosaïque de l'aurige vainqueur entre autres).
Alors que des bruits sur son homosexualité envahissent la presse tunisienne et qu'il souffre par ailleurs d'une grave maladie cardiaque, Gauckler présente sa démission de son poste d'inspecteur en chef le 10 octobre 1905. Il est remplacé le 1er novembre de la même année par Alfred Merlin. À partir de 1907, il reprend ses activités professionnelles pour le compte du ministère français de l'Éducation, qui le nomme à Rome. En tant que membre de l'Académie de France à Rome, il prend la direction au début de l'année 1907 des fouilles du sanctuaire antique bâti par des colons syriens sur le mont Gianicolo (Janicule). En 1911, en raison de souffrances persistantes liées à son état de santé, il décide de mettre fin à ses jours.
Ses archives sont données par sa sœur Anna Gauckler, sans doute à Alfred Merlin, et sont ensuite passées aux mains de Louis Poinssot (1879-1967). Elles sont aujourd'hui déposées à l'Institut national d'histoire de l'art.

## Activité archéologique
Pendant son séjour en Tunisie, Gauckler s'est dédié en particulier aux fouilles et recherches à Carthage. Il a, de plus, mené des recherches à Dougga, Gigthis et Bulla Regia. Il a notamment étudié intensivement les nécropoles phéniciennes à Médenine, Sousse, Dougga, Uppenna, et Oudna. Le musée national du Bardo a particulièrement profité de ses travaux, notamment de 90 mosaïques romaines. Il a par ailleurs organisé la création d'un département de l'art islamique.
Gauckler a consacré une part importante de son travail à l'étude des ouvrages hydrauliques de la Tunisie antique. Son champ d'expertise incluait notamment les mosaïques romaines et les débuts de l'ère chrétienne en Tunisie.
Nombre de ses expéditions ne furent possibles que grâce à l'aide de l'armée française et de ses officiers, notamment Georges Louis Gombeaud. C'est le cas des expéditions menées au bord du Sahara, destinées à l'étude des Limes Tripolitanus.

## Publications
- Guide du visiteur au musée du Bardo, Tunis, Société anonyme de l'imprimerie rapide, 1896.
- L'archéologie de la Tunisie, Paris, Berger-Levrault, 1896.
- Le domaine des Laberii à Uthina, Paris, Ernest Leroux, 1897.
- Musées de Sousse, Paris, Ernest Leroux, 1902.
- Rapport sur des inscriptions latines découvertes en Tunisie de 1900 à 1905, Paris, Imprimerie nationale, 1907.
- Inventaire des mosaïques de la Gaule et de l'Afrique, Paris, Ernest Leroux, 1909.
- Afrique proconsulaire (Tunisie), Paris, Ernest Leroux, 1910.
- Catalogue des musées et collections archéologiques de l'Algerie et de la Tunisie, Paris, Ernest Leroux, 1910.
- Le sanctuaire syrien du Janicule, Paris, Picard, 1912.
- Basiliques chrétiennes de Tunisie (1892-1904), Paris, Picard, 1913.
- Nécropoles puniques de Carthage, Paris, Picard, 1915.